# 桜井正明
桜井 正明（さくらい まさあき、1948年12月10日 - 2010年2月20日）は、日本の脚本家。

## 略歴・人物
東京都出身。早稲田大学高等学院を経て早稲田大学へ。早稲田大学映画研究会に所属。映研では後に脚本家となる金子裕や佐伯俊道らが仲間で、「ケロヨンちゃん」と親しまれた。
アニメ制作会社の虫プロダクションを経て、アニメの脚本家となる。同じく虫プロ文芸部出身で脚本家の星山博之を慕っていたという。晩年は酒に溺れ、肺癌で死去した。

## 担当作品
- イーグルサム
- イソップワールド
- うしろの百太郎
- 宇宙大帝ゴッドシグマ
- ウルトラB
- ウルトラB ブラックホールからの独裁者B・B
- オバケのQ太郎
- オバケのQ太郎 とびだせ!バケバケ大作戦
- オバケのQ太郎 とびだせ!1/100の大作戦
- おはよう!スパンク
- おぼっちゃまくん
- 怪盗セイント・テール
- ガタピシ
- 科学忍者隊ガッチャマンF
- がんばれ!! タブチくん!! 初笑い第3弾 あゝツッパリ人生
- 恐怖新聞
- クレヨンしんちゃん
- グロイザーX
- 激闘!クラッシュギアTURBO
- ゴールドライタン
- サイボーグ009（1979年版）
- シンデレラ物語
- 新・ど根性ガエル
- ずっこけナイトドンデラマンチャ
- それいけ!アンパンマン
- タイムボカン
- 太陽の使者 鉄人28号
- 超電磁ロボ コン・バトラーV
- 楽しいムーミン一家 冒険日記
- つるピカハゲ丸くん
- 闘将ダイモス
- どろろんぱっ!
- 忍者ハットリくん
- 忍者ハットリくん ニンニン忍法絵日記の巻
- 忍者ハットリくん ニンニンふるさと大作戦の巻
- 忍者ハットリくん+パーマン 超能力ウォーズ
- 忍者ハットリくん+パーマン 忍者怪獣ジッポウVSミラクル卵
- 忍者マン一平
- 忍ペンまん丸
- ニャニがニャンだー ニャンダーかめん
- パーマン
- 覇王大系リューナイト
- 姫ちゃんのリボン
- 百獣王ゴライオン
- ビリ犬
- ホワッツマイケル
- マッハGoGoGo（1997年版）
- まんが世界昔ばなし
- ムーの白鯨
- 無敵鋼人ダイターン3
- 名探偵コナン
- モリゾーとキッコロ
- やっとかめ探偵団
- ルパン三世 PARTIII
- ロボタン
- わんころべえ
- ワンワンセレプー それゆけ!徹之進